# Rechte Bojarka
Die Rechte Bojarka (russisch Правая Боярка, Prawaja Bojarka) ist der 176 km lange rechte Quellfluss der Bojarka im Norden der russischen Region Krasnojarsk. Sie ist der größere der beiden Quellflüsse.

## Verlauf
Die Rechte Bojarka verläuft in einer weitgehend unbewohnten Tundralandschaft nördlich des Polarkreises. Sie entspringt im Norden des Putorana-Gebirges auf einer Höhe von etwa 650 m. Das Quellgebiet befindet sich knapp 2 km nordwestlich vom westlichen Seeende des Basselaksees. Die Rechte Bojarka fließt in überwiegend nördlicher Richtung durch das Hochland. Bei Flusskilometer 50 trifft der Baty-Jurjach, der größte Nebenfluss, von rechts auf die Rechte Bojarka. Bei Flusskilometer 40 erreicht der Fluss das Nordsibirische Tiefland. Nach weiteren 10 Kilometern mündet der Ulachan-Jurjach von rechts in den Fluss. Die Rechte Bojarka wendet sich im Anschluss nach Westen und trifft schließlich auf die Linke Bojarka, mit der sie sich zur Bojarka vereinigt.

## Einzugsgebiet
Das Einzugsgebiet der Rechten Bojarka umfasst 4770 km². Dieses grenzt im Osten  an das der Großen Romanicha, im Südosten an das des Ambardach, im Südwesten an das des Ajakli sowie im Westen an das der Linken Bojarka.